# Enianes
Los enianes eran una tribu de la Antigua Grecia asentada entre Tesalia y Etolia. Su ciudad principal era Hípata.
En el catálogo de las naves de la Ilíada los enianes formaban parte de uno de los contingentes de la coalición griega que marchó contra Troya. Estaban acaudillados, al igual que los perrebos, por Guneo.
Su territorio era inicialmente la llanura de Dotio, cerca de los perrebos. Posteriormente, según Estrabón, fueron expulsados por los lápitas hacia el monte Eta, donde vivieron, en las orillas del río Esperqueo teniendo por vecinos a los locrios epicnemidios, aunque algunos permanecieron en Cifo.
Eran uno de los pueblos miembros de la anfictionía de Delfos. Al igual que otros miembros de la anfictionía, colaboraron con los persas cuando tuvo lugar la invasión de Jerjes. En 420/19 a. C. aliados junto con los melieos, dólopes y algunos tesalios, derrotaron en una batalla a la ciudad de Heraclea de Traquinia, una ciudad recién fundada por los espartanos. Posteriormente sufrieron destrucciones por los etolios y los atamanes. Tras la segunda guerra macedónica fueron incorporados a la Liga tesalia mediante un decreto de Tito Quincio Flaminino en el 196 a. C. pero después de la batalla de Pidna, en 168 a. C., los enianes volvieron a ser independientes y formaron su propia liga, denominada «Liga de los enianes». Esta confederación existió al menos hasta el siglo I a. C., momento a partir del cual el emperador Augusto anexionó su territorio a Tesalia.